# 巴蒂·韦伯
巴蒂（让-巴蒂斯特）·韦伯（法語：Batty (Jean-Baptiste) Weber；1860年11月25日—1940年12月14日），卢森堡作家。

## 生平
1860年11月25日出生于卢森堡西南部小城吕姆朗日，他的父亲是当地教师，名为米歇尔·韦伯，他的母亲是玛丽-凯瑟琳·克莱因。出生不久后，全家便搬往摩泽尔河畔的施塔特布雷迪穆斯，韦伯在此度过了他的童年。从卢森堡城的阿森尼高中毕业后，他前往柏林和波恩攻读哲学，并开始对戏剧产生兴趣。

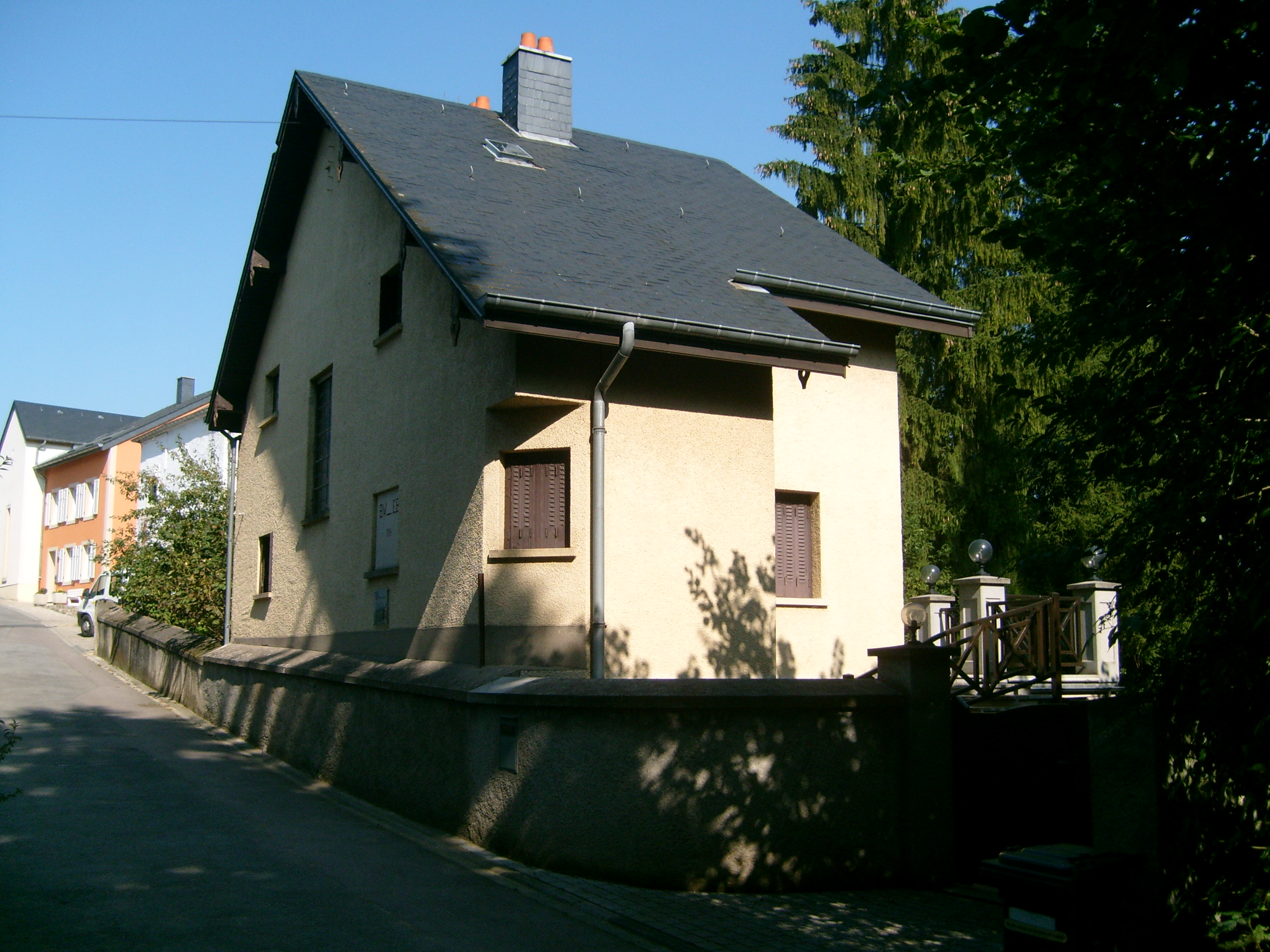
巴蒂·韦伯故居

结束学业后，韦伯在卢森堡民政部门担任速记员，但他并不满足于这份工作，开始了文学创作。1883年，他在当地报纸上发表了处女作短篇小说《我的朋友君特》，此后又陆续在各地报纸上发表了一些新闻稿和短篇小说。《弗兰克·沃尔夫》（1887）发表于《卢森堡报》之后，他开始在《埃舍尔报》上连续发表“贝拉·吉他”系列短篇小说，包括《地心深处》（1890）、《美国人》（1891）和《驱逐舰》（1891），这是他首次以南部矿区为小说背景。1893年开始担任《卢森堡报》主编。

韦伯也使用卢森堡语创作诗歌，《Dem Jabbo seng Kap》一诗时至今日仍然非常有名。他的另一成就是创作了第一部长篇小说《芬·卡斯——一部关于救赎的小说》，这部小说讲述的是他学生时代的经历，于1912年开始在《科隆日报》上连载，次年结集出版。他的长篇小说用德语写成，但除了《在蒙多夫》（1900）和《继母库斯库斯》用法语写成外，大部分创作于1895-1922年间的戏剧则是使用卢森堡语写成。

1923年，在迪克斯一百周年纪念大会上，他发表了题为《Erënnerongen un den Dicks》的演讲。韦伯为推广卢森堡文化做了不懈的努力，先后推荐了许多作家，如亚历克斯·魏克尔、玛丽-亨丽埃特·斯泰尔、阿尔伯特·荷夫勒、马克斯·埃米尔以及画家约瑟夫·库特、哈利·拉宾格、让·沙克和尼科·克洛普。韦伯还在《卢森堡报》上开设了自己的每日专栏，发表一些介绍卢森堡文化习俗的文章。

1940年12月14日在卢森堡城逝世，葬于巴黎圣母院。

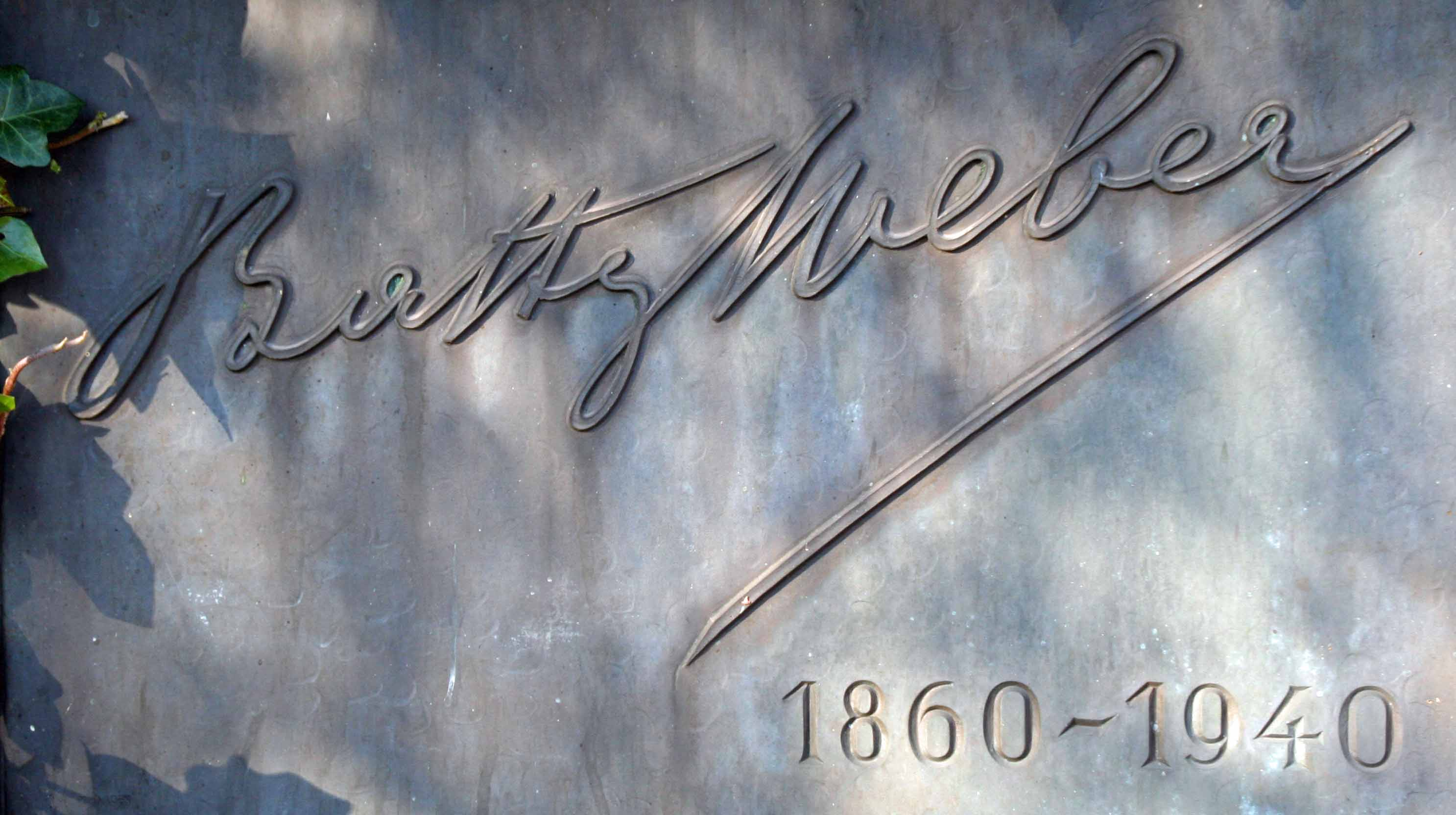
签名

## 作品列表
- 1882: 《我的朋友君特》 Mein Freund Günther
- 1889: 《贝拉·吉它》Bella Ghita
- 1890: 《地心深处》Hart am Abgrund
- 1891: 《美国人》Der Amerikaner
- 1891: 《驱逐舰》Verderberin
- 1909: 《卢森堡的民俗文化》Über Mischkultur in Luxemburg
- 1912: 《芬·卡斯》Fenn Kaß
- 1922: 《乡下来的尼克·卡特》Nick Carter auf dem Dorf
- 1923: 《岛之梦》Der Inseltraum
- 1926: 《手》Hände